# Щитна (гміна)
Гміна Щитна (пол. Gmina Szczytna) — місько-сільська гміна у південно-західній Польщі. Належить до Клодзького повіту Нижньосілезького воєводства.
Станом на 31 грудня 2011 у гміні проживало 7514 осіб.

## Площа
Згідно з даними за 2007 рік площа гміни становила 133.16 км², у тому числі:
- орні землі: 31.00%
- ліси: 62.00%

Таким чином, площа гміни становить 8.10% площі повіту.

## Населення
Станом на 31 грудня 2011:
| Опис     | Загалом | Загалом | Чоловіки | Чоловіки | Жінки | Жінки |
| -------- | ------- | ------- | -------- | -------- | ----- | ----- |
| одиниця  | осіб    | %       | осіб     | %        | осіб  | %     |
| все      | 7514    | 100     | 3770     | 50.17    | 3744  | 49.83 |
| міське   | 5365    | 100     | 2687     | 50.08    | 2678  | 49.92 |
| сільське | 2149    | 100     | 1083     | 50.40    | 1066  | 49.60 |

## Сусідні гміни
Гміна Щитна межує з такими гмінами: Бистшиця-Клодзька, Душники-Здруй, Клодзко, Кудова-Здруй, Левін-Клодзький, Радкув.